# Айше-хатун (жена Селима I)
Айше́-хату́н (тур. Ayşe Hatun) — дочь крымского хана Менгли I Герая; предположительно, супруга последовательно двух сыновей османского султана Баязида II — шехзаде Мехмеда и султана Селима I Явуза.

## Биография
Дата рождения Айше-хатун неизвестна, однако известно, что она была дочерью крымского хана Менгли I Герая и законной женой султана Селима I Явуза.
Турецкий историк Недждет Сакаоглу в книге «Султанши этого имущества» пишет, что османист Энтони Олдерсон в труде «Структура Османской династии» делает интересное замечание относительно свадьбы Айше-хатун и Селима Явуза в 1511 году: сначала ханская дочь Айше-хатун была замужем за санджакбеем Кафы шехзаде Мехмедом, сыном султана Баязида II от Ферахшад-хатун и единокровным братом самого Селима Явуза, а уже после смерти или казни шехзаде Мехмеда, произошедшей по разным данным в 1504/1505 или в марте 1507 года, без согласия и против воли Баязида II Селим женился на своей овдовевшей невестке.
По другой же версии, приведённой Недждетом Сакаоглу, замужем за сыновьями Баязида было две дочери хана Менгли I Герая: одна за шехзаде Мехмедом, а другая — за Селимом Явузом, однако которую из них звали Айше, он не указывает.
Дата и место смерти, а также место погребения Айше-хатун неизвестны.

## Вопрос материнства
Османский историк Сюрея Мехмед-бей в книге «Реестр Османов» и османист Энтони Олдерсон в книге «Структура Османской династии» пишут, что Айше-хатун, которая была замужем за шехзаде Мехмедом, была матерью двоих детей — сына шехзаде Алемшаха и дочери Фатьмы-султан (ум. 1556).
В исторических документах и исследованиях мать султана Сулеймана I Кануни, сына Селима Явуза, называют именами Хафса, Хафизе, Айше Хафса и Айше. Некоторые источники считали матерью Сулеймана I дочь крымского хана Айше, однако она не могла быть матерью султана, так как вышла замуж за Селима I только в 1511 году, тогда как Сулейман родился в 1494 году. Вероятно, из-за неверного мнения о том, что Айше была матерью Сулеймана I, и возникла путаница с именем матери Кануни. Кроме того, целью подобного утверждения могло быть желание показать тюркские корни Сулеймана Кануни как по линии отца, так и по линии матери. В действительности, матерью Сулеймана I была европейка, турчанка или черкешенка Хафса-султан.